# Dhamne S.Bailur, Belgaum
Dhamne S.Bailur là một làng thuộc tehsil Belgaum, huyện Belgaum, bang Karnataka, Ấn Độ.